# Mike Johnson (Regisseur)
Michael „Mike“ W. Johnson (* in Austin, Texas) ist ein US-amerikanischer Regisseur, Produzent und Animator.

## Leben
Johnson verbrachte laut eigener Aussage einen Großteil seiner Kindheit in Austin damit, Kunststoff-Dinosaurier zu biegen und zu brechen und so vergeblich zu versuchen, neue Szenen seines Lieblingsbuches für den Film von Ray Harryhausen nachzustellen.
Einige Jahre später schloss er an der Rhode Island School of Design in Film/Animation/Video ab und zog daraufhin nach San Francisco, wo er einen großen Erfolg als Animator mit seiner ersten Zusammenarbeit mit dem Regisseur Tim Burton bei dem Film Nightmare Before Christmas erzielen konnte. Danach wirkte Johnson an mehreren Filmen im Stop-Motion-Verfahren mit, wie zum Beispiel in James und der Riesenpfirsich und in der mit einem Emmy ausgezeichneten Kinderserie Bump in the Night.
1996 gründete er mit Fat Cactus Films sein eigenes Animations-Unternehmen und inszenierte in den darauf folgenden Jahren viele Werbespots, Musikvideos und weitere Kurzfilme. Sein Regiedebüt bei einem Kurzfilm, The Devil Went Down to Georgia, wurde auf Filmfestivals auf der ganzen Welt gezeigt. 1998 zog Johnson nach Portland, um bei drei Folgen der Serie Hausmeister Stubbs mit Eddie Murphy Regie zu führen. 2002 wurde er schließlich von Tim Burton gebeten, mit ihm die Regie bei Corpse Bride – Hochzeit mit einer Leiche zu übernehmen, abermals ein im Stop-Motion-Verfahren produzierter Film, für den er eine Oscar-Nominierung erhielt.
Johnson ist seit 1989 mit seiner Frau Dyan verheiratet und hat ein Kind mit ihr. Seine Schwester Bethany Johnson ist als Schriftstellerin aktiv. Des Weiteren hat er einen Bruder namens Josh und eine weitere Schwester, Mallory.

## Filmografie (Auswahl)
Als Regisseur:
- 1996: The Devil Went Down to Georgia (Kurzfilm)
- 2000–2001: Hausmeister Stubbs (Fernsehserie, 3 Folgen)
- 2005: Corpse Bride – Hochzeit mit einer Leiche

Als Produzent:
- 1996: The Devil Went Down to Georgia (Kurzfilm)

Als Animator:
- 1993: Nightmare Before Christmas
- 1996: The Devil Went Down to Georgia (Kurzfilm)
- 1996: James und der Riesenpfirsich
- 2013: What Do We Have in Our Pockets? (Kurzfilm)

## Auszeichnungen & Nominierungen
- 1997: Chicago International Film Festival: Auszeichnung in der Kategorie Bester animierter Kurzfilm für The Devil Went Down to Georgia
- 2005: Filmfestspiele von Venedig: Auszeichnung in der Kategorie Future Film Festival Digital Award für Corpse Bride – Hochzeit mit einer Leiche
- 2006: Annie Award: Nominierung in der Kategorie Beste Regie in einem Animationsfilm für Corpse Bride – Hochzeit mit einer Leiche
- 2006: Oscar: Nominierung in der Kategorie Bester animierter Spielfilm für Corpse Bride – Hochzeit mit einer Leiche